# Kōkei (escultor)

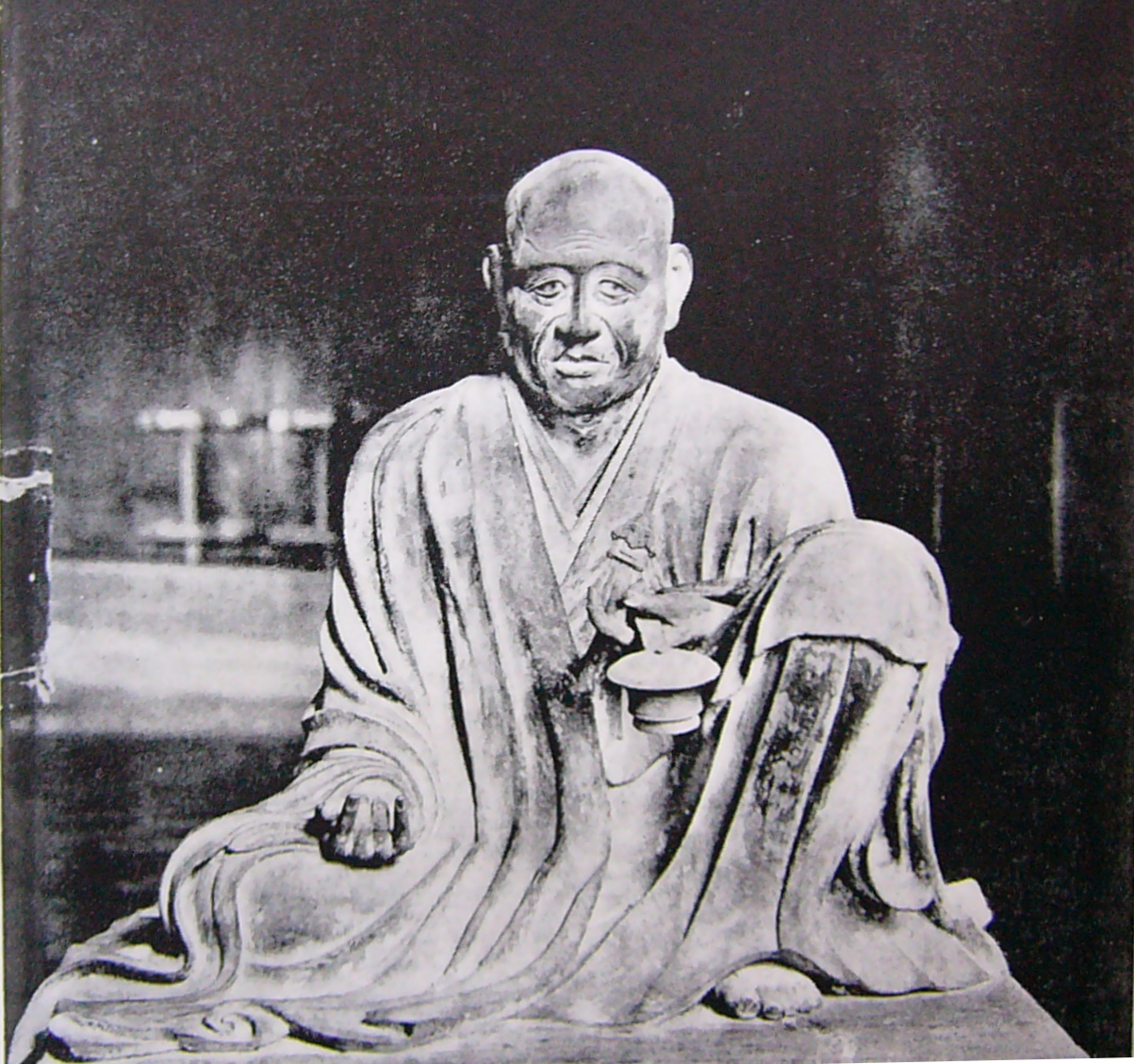
Seis Patriarcas del Hossō: Gyōga por Kōkei, Kōfuku-ji, 1189

Kōkei (康慶, activo entre 1175 y 1200) fue un escultor japonés del periodo Kamakura. Encabezó la Escuela Kei durante las reconstrucciones de los templos budistas Tōdai-ji y Kōfuku-ji. Aunque sus trabajos se basan fuertemente en el estilo del escultor Jōchō en el periodo Heian, las esculturas de Kōkei exhiben un avance hacia el realismo que caracterizó el trabajo de sus discípulos Unkei, Kaikei y Jōkei.

## Carrera
Kōkei fue un descendiente directo, genética y artísticamente, de Jōchō, escultor del periodo Heian. Kōkei fue uno de los organizadores de la Escuela Kei, en la cual participó su hijo, sus discípulos y sus asistentes. Miembros notables de dicha escuela incluyen a Unkei, Kaikei y Jōkei.
Hoy en día, Kōkei es reconocido por haber liderado equipos para la reconstrucción de los templos Tōdai-ji y Kōfuku-ji entre 1188 y 1189 en Nara, Japón. A él y sus asistentes les fue encargada la reconstrucción de la sala octogonal sur. Fueron construidas algunas estatuas por Kōkei en el lugar, incluyendo los Cuatro Guardias Celestiales y los Seis Patriarcas del Hossō. La obra central fue la gigante Fukūkenjaku Kannon, la cual creó en 1188. Esta pieza fue un reemplazo de un original creado en el año 746 y perdido en el incendio del templo.

## Estilo
Las obras de Kōkei se basaron en el trabajo de su mentor, Jōchō. Por ejemplo, el Fukūkenjaku Kannon sigue las proporciones artísticas de la obra de Jōchō: las piernas abiertas proveen la base a la figura triangular con un rostro semicuadrado.
Sin embargo, Kōkei siempre mostró el deseo de trascender en su obra y adoptar el realismo artístico que caracterizó a la escuela Kei. Usó cristales interiores para dar una expresión más real a los ojos del Kannon. Los detalles del rostro, el cabello y las vestimentas eran más elaborados que en la obra de Jōchō. El resultado era una figura que parecía más corpórea que las elaboradas desde hacía 150 años.